# Rhipidomys venezuelae
Rhipidomys venezuelae е вид бозайник от семейство Хомякови (Cricetidae).

## Разпространение
Видът е разпространен във Венецуела, Колумбия и Тринидад и Тобаго.